# Музей Ваянг
Музей Ваянг (індонез. Museum Wayang) — музей, присвячений яванському ляльковому мистецтву Ваянг (театр тіней). Музей розташований в районі Кота Туа, Джакарта, Індонезія. Він є одним з декількох музеїв та галерей, що виходять фасадом на площу Фатахілла, серед яких Історичний музей Джакарти, Музей образотворчого мистецтва та кераміки, а також Художня галерея Кота Пост Офіс.

## Історія
Будівля займає територію колишньої церкви, побудованої у 1640 році під назвою Стара голландська церква (гол. De Oude HollandscheKerk). В 1732 році церкву було відреставровано, а її назву змінено на Нова голландська церква (гол. De NieuweHollandscheKerk). У 1808 році церква була зруйнована землетрусом. Пізніше, у 1912 році, на її місці було збудовано нову будівлю у стилі неоренесансу, яка спочатку функціонувала як склад та належала компанії Geo Wehry& Co. У 1938 у будівлі були проведені відновлювальні роботи згідно канонів голландської колоніальної архітектури. Сад Музею Ваянг, розташований на території колишнього двору голландської церкви, став місцем поховання Генерал-губернатора Яна Пітерсзоона Куна.
Пізніше, будівля перейшла у власність до Батавської спілки науки та мистецтв (гол. BataviascheGenootschap van KunstenenWetenschappen), організацією, чия діяльність присвячена вивченню культури та науки Індонезії. Згодом організація передала будівлю Фундації Старої Батавії (гол. Stichting Oud Batavia), а 22 грудня 1939 року в ньому було відкрито музей під назвою Музей Старої Батавії (гол. Oude Bataviasche Museum). У 1957 році, після проголошення незалежності Індонезії, будівлю було передано Інституту культури Індонезії (індонез. LembagaKebudayaan Indonesia), а 17 вересня 1962 року — Міністерству освіти та культури, з тим, щоб пізніше, під керівництвом Адміністрації міста Джакарта 23 червня 1968 року стати Музеєм Ваянг. Урочисте відкриття відбулось 13 серпня 1975 року.
Музей також є місцем проведення репетицій та пошуків, пов'язаних з театром тіней.

## Колекції
Музей зберігає колекцію різних видів ляльок Ваянг, таких як Ваянг-Куліт та Ваянг-Голек. У ньому також демонструються різноманітні колекції ляльок Ваянг та інших ляльок з Малайзії, Таїланду, Суринаму, Китаю, В'єтнаму, Франції, Індії та Камбоджі. Крім того в музеї можна побачити оркестрові інструменти гамелан, скульптури та живопис ваянг. Також в музеї зберігається табличка з надгробного каменя Яна Пітерсона Куна.
Час від часу в музеї проходять вистави театру ляльок Ваянг та проводяться майстер-класи з виготовлення ляльок Ваянг.